# 肉花卫矛
肉花卫矛（学名：Euonymus carnosus）是卫矛科卫矛属的植物。分布在日本、台湾岛以及中国大陆的安徽、湖北、浙江、福建、湖南、江苏、江西等地，生长于海拔300米至2,300米的地区，目前尚未由人工引种栽培。

## 特徵
落葉小喬木，高可達5公尺；葉長橢圓形，革質，對生，長5-15公分，寬3-8公分，先端寬短漸尖。